# کوهستان سرد
کوهستان سرد (به انگلیسی: Cold Mountain) نام فیلمی است که بر اساس رمانی نوشته چارلز فریزر در سال ۲۰۰۳ ساخته شد. فیلمنامه آن را نیز آنتونی مینگلا نوشت. کارگردانی فیلم نیز بر عهده او بود.

ستاره‌های فیلم عبارتند از: جود لا، نیکول کیدمن، رنه زلوگر، برندن گلیسون، فیلیپ سیمور هافمن.
جک وایت، جووانی ریبیسی نوازنده ی راک و هم چنین کیلین مورفی، جنا مالون در این فیلم ایفای نقش کردند. بیشتر صحنه های فیلم در منطقه ترنسیلوانیا در رومانی فیلمبرداری شد.

## خلاصه
داستان فیلم در سال ۱۸۶۴، یکسال قبل از پایان جنگهای داخلی امریکا روی می دهد. «اینمن» (جود لاو) که یک سرباز ایالتهای جنوبی است پس از بهبود از یک جراحت مرگبار تصمیم می گیرد جبهه جنگ را رها کرده و عازم شهرش «کوهستان سرد» شود تا با دوست دوران نوجوانی اش «آدا» (نیکول کیدمن) ازدواج کند ...

## افتخارات و جوایز
این فیلم نامزد دریافت بیش تر از ۷۰ جایزه در سراسر جهان شد. از جمله نامزد ۷ جایزه اسکار
- برندهٔ جایزه اسکار بهترین بازیگر نقش مکمل زن (رنه زلوگر)
- نامزد بهترین آهنگ اصلی (استینگ برای آهنگ "You Will Be My Ain True Love")
- نامزد بهترین بازیگر نقش اول مرد (جود لا)
- نامزد بهترین تدوین (والتر مرچ)
- برنده جایزه گلدن گلوب بهترین بازیگر مکمل زن (رنه زلوگر)

همچنین بازیگران این فیلم شامل چهار برنده اسکار هستند: نیکول کیدمن ، رنه زلوگر ، فیلیپ سیمور هوفمن و ناتالی پورتمن؛

## فیلمبرداری
بسیاری از صحنه‌ها در کوه های کارپات در رومانی فیلمبرداری شد؛ در جاهایی مثل اطراف شهر برازوف و یا در دره زارنتی؛ همچنین فیلمبرداری بیست و دو هفته طول کشید و شرایط آب و هوایی در رومانی غیرقابل پیش‌بینی بود و مجموعه فیلمبرداری در منطقه‌ای که جزو مناطق سیل‌خیز بود، انجام می‌گرفت. به همین دلیل آنتونی مینگلا، نویسنده و کارگردان فیلم مجبور شد صحنه‌هایی از فیلمنامه را کاهش دهد و یا تغییراتی در آن اعمال کند.

## تصویر
این فیلم نسبت تصویربرداری 60:1 را دارد؛ بدین معنی که به ازای هر یک دقیقه که روی صفحه ظاهر می شود ، شصت دقیقه فیلم وجود دارد.

## نقش ها
از نیکول کیدمن خواسته شد تا حد ممکن وزن خود را کم کند. او به رژیم غذایی با تخم مرغ روی آورد که شامل یک تخم مرغ برای صبحانه و دو یا سه عدد برای شام بود. در پایان او بیشتر از آن چیزی که تصور می شد وزن کم کرده بود. این نوع رژیم ها در طولانی مدت توصیه نمی‌شود ، زیرا نامتعادل، و با متابولیسم بدن ناسازگار است و کالری کافی را برای فرد فراهم نمی‌کند. همچنین در سایر نقش های فیلم، تام هنکس ، برد پیت و دانیل دی لوئیس برای نقش اینمان، ریچل وایس برای نقش روبی توز و جولیا رابرتز و کیت بلانشت برای نقش آدا در نظر گرفته شدند.

## فیلمنامه
در فیلمنامه اصلی ، اینمان با سارا می ماند تا پس از برخورد با سربازان اتحادیه ، به پاکسازی منطقه کمک کند. همچنین بچه سارا می میرد و سارا از شدت ناراحتی به خودش شلیک می کند. این یکی از صحنه های حذف شده بر روی DVD است.

## بودجه
از سال 2003 ، این گران ترین فیلم "Miramax Films" بود که بودجه ی حدود هفتاد و نه میلیون دلاری خود را با فروش در گیشه تأمین کرد.

## واقعیت
یک کوه واقعی در کارولینای شمالی واقع در جنگل ملی "Pisgah" در جنوب غربی اشویل وجود دارد که به کوهستان سرد معروف است .با این حال ، هرگز شهری به نام کوهستان سرد وجود نداشته است.